# Nélson Rodrígues
Pour les articles homonymes, voir Rodrigues (homonymie).
Nelson Falcão Rodrigues (Recife, 23 août 1912 - Rio de Janeiro, 21 décembre 1980) est un journaliste, un écrivain et avant tout un important dramaturge brésilien.

## Les dix-sept pièces
- A mulher sem pecado - Une femme sans péché - écrit en 1941 et créé en 1942
- Vestido de noiva - La robe de mariée - écrit et créé en 1943
- Álbum de família - L'album de famille - écrit en 1946 et créé en 1967
- Anjo negro - L'ange noir - écrit en 1946 et créé en 1948
- Senhora dos afogados - La dame des noyés - écrit en 1947 et créé en 1953
- Dorotéia - Dorothée - écrit en 1949 et créé en 1950
- Valsa n°6 - Valse n° 6 - écrit et créé en 1950
- A falecida - La défunte - écrit et créé en 1953
- Perdoa-me por me traíres - Pardonne-moi de m’avoir trahie - écrit et créé en 1957
- Viúva, porém honesta - Veuve, mais honnête - écrit et créé en 1957
- Os sete gatinhos - Les sept petits chats - écrit et créé en 1958
- Boca de ouro - Bouche d’or - écrit en 1959 et créé en 1960
- O beijo no asfalto - Le Baiser sur l’asphalte - écrit en 1960 et créé le 7 juillet 1961 à Rio de Janeiro
- Otto Lara Rezende ou Bonitinha mas ordinária - La Phrase d’Otto - écrit et créé en 1962
- Toda nudez será castigada - Toute nudité sera châtiée - écrit et créé en 1965
- O anti-Nelson Rodrigues - L’anti-Nelson Rodrigues - écrit et créé en 1974
- A serpente - Le serpent - écrit en 1978 et créé en 1980